# 什維霍夫

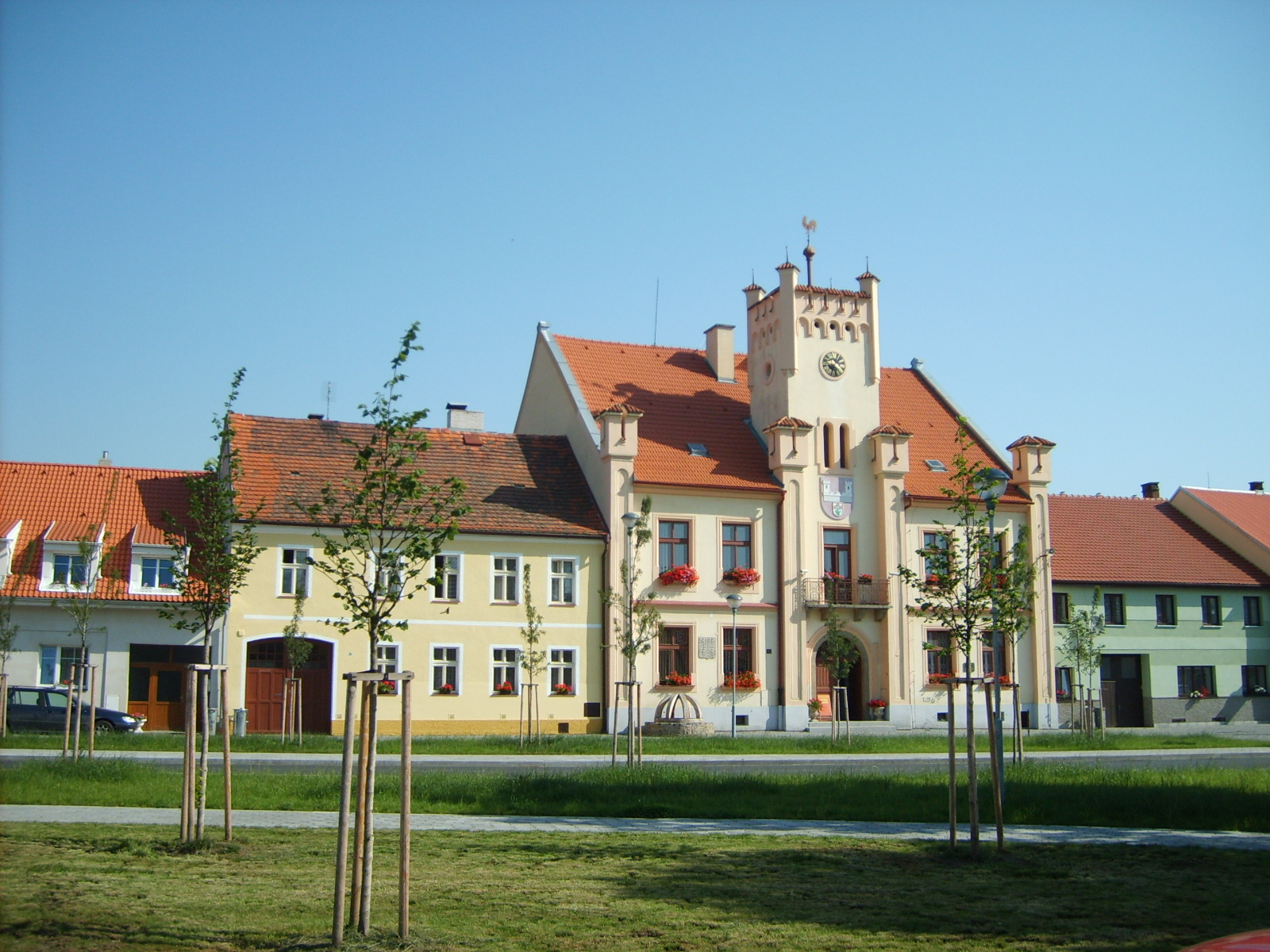

什維霍夫是捷克的城鎮，位於該國西部，距離克拉托維10公里，由比爾森州負責管轄，面積34.58平方公里，海拔高度374米，鎮上的大會堂在1911年重建，2015年人口為1,693。

## 外部連結
- Municipal website